# Passiflora affinis
Passiflora affinis Engelm. – gatunek rośliny z rodziny męczennicowatych (Passifloraceae Juss. ex Kunth in Humb.). Występuje naturalnie w Stanach Zjednoczonych (Teksas i Nowy Meksyk) oraz północnym Meksyku. 

## Morfologia
PokrójZdrewniałe, trwałe, nagie liany.
LiścieBlaszka liściowa ma potrójnie klapowany kształt. Nasada liścia jest prawie sercowata lub ścięta. Mają 2–10 cm długości oraz 3–14 cm szerokości. Brzegi są całobrzegie. Wierzchołek jest spiczasty. Ogonek liściowy jest nagi i ma długość 10–35 mm. Przylistki są sierpowate, mają 2 mm długości.
KwiatyPojedyncze lub zebrane w pary. Działki kielicha są podłużnie lancetowate, zielonożółtawe, mają 1–1,2 cm długości. Płatki są liniowo lancetowate, zielonożółtawe, mają 0,6–0,8 cm długości. Przykoronek ułożony jest w dwóch rzędach, żółty, ma 7–10 mm długości.
OwoceSą kulistego kształtu. Mają 0,8–1 cm długości i 0,8 cm średnicy.